# 紳士と淑女と少年と
『紳士と淑女と少年と』（しんしとしゅくじょとしょうねんと）は、もとなおこによる漫画短編集。

## 概要
2012年にもとなおこの短編集としてプリンセスコミックス（秋田書店）より発行。1993年から2011年にかけて『プリンセスGOLD』、月刊プリンセス増刊『恋姫』、『サスペリアミステリー』（秋田書店）、『past＆honeymoon』（同人誌）において発表された短編が6編収録されている。

### 収録作品
1. Voice 〜in the moonlight〜
2. [シャーロック・ホームズ]正典（carton）黄色い顔
3. ハッピーガーデン
4. 楡の木ホテル（にれのきホテル）
5. Dear ETON
6. そらの王冠（そらのおうかん）

## Voice 〜in the moonlight〜
『プリンセスGOLD』2001年10月特大号に掲載。50ページ。

### あらすじ
恋人のロビンが死んでから看護婦のニコルは情緒不安定になっていた。ある月明かりに照らされた夜、怪我を負った青年が現れた。彼は死んだ恋人に良く似ていて、大英帝国RAF(ロイヤルエアフォース)第4飛行部隊所属の軍人であると名乗る。だが、第二次世界大戦が終了して50年が経過していたため、彼の言うことが疑問であった。翌朝になると、病院のベッドに寝かせたはずの彼は姿を消してしまっていた。ニコルはその夜、昨日、青年と会った場所を訪れる。すると月の魔法に掛けられたかのように彼が現れた。彼は50年前の人間で月明かりの美しい夜に姿を見せるのだ。二人の淡く切ない恋の物語…

## [シャーロック・ホームズ]正典（carton）黄色い顔
『サスペリアミステリー』2011年11月特大号に掲載。48ページ。原作、アーサー・コナン・ドイル

### あらすじ
黄色い顔の項目を参照

### 登場人物
黄色い顔の項目を参照

## ハッピーガーデン
単行本『Christmas物語』(1994年刊行)より再録。40ページ。

### あらすじ
少女、ローズマリーは両親の再婚に不満を持ち家出をするが、行き倒れとなってしまう。
ローズマリーは「妖精の産みのたまご」と呼ばれるコーギー博士に拾われるが彼はちょっと変わり者であった…

## 楡の木ホテル（にれのきホテル）
単行本『アンティークROMANTIC』(1997年刊行)より再録。16ページ。

### あらすじ
もしも心が疲れたり、人生が嫌になってしまったら楡の木ホテルへお行きなさい。
今まで心の奥底で忘れてしまっていた夢や情熱が取り戻せる。
ひとときの幸せを与えるために楡の木ホテルは今日も待っている。

## Dear ETON
同人誌『past＆honeymoon』(2003年刊行)より再録。81ページ。

### あらすじ
名門パブリックスクールのイートンコレッジは英国王室の居城、ウィンザー城の膝元に500年の伝統を誇る名門であり、13歳から18歳までの生徒が学び、暮らしている。ある秋、金髪で紫水晶の目を持つ美しい少年レイジェニックが入学してくる。彼は貴族であり、両親を火事で亡くした為、13歳にして伯爵の称号を持っているのだ。そんな彼は常に沈着冷静であり、人を寄せ付けないような雰囲気があったが、ヴィクターという名の同級生と親しくなる。そのうちレイジェリックは夜毎、学校を抜け出し、静かな場所でぼんやり月を眺めるのが日課となる。ある夜、同じように学校を抜け出しいつもの場所へ行くとそこには上級生のコリンがいて…

## そらの王冠（そらのおうかん）
月刊プリンセス増刊『恋姫』1993年vol.2に掲載。45ページ。

### あらすじ
横浜に住む外国人学者テリーの家に居候している奏楽（そら）は、ある日殺し屋に襲われ、2重人格の少年藍(あい)と出会う。
ドタバタコメディ系の作品。

## 単行本
- もとなおこ 『紳士と淑女と少年と』秋田書店〈プリンセスコミックスα〉、全1巻、2012年9月14日発売。ISBN 978-4-253-19696-3